# Lutherliederen

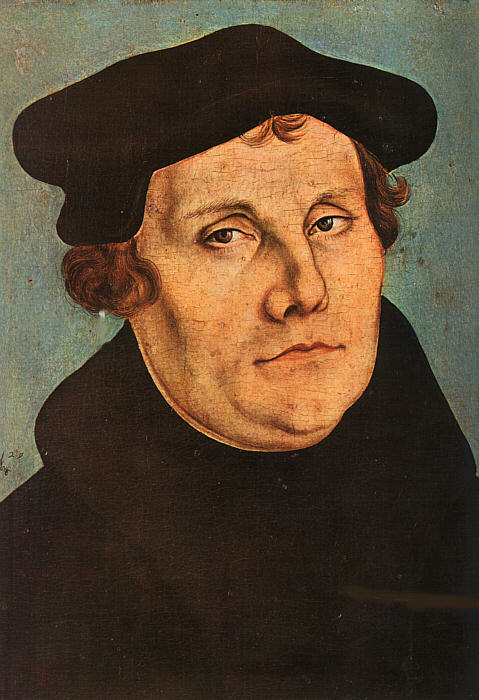
Maarten Luther

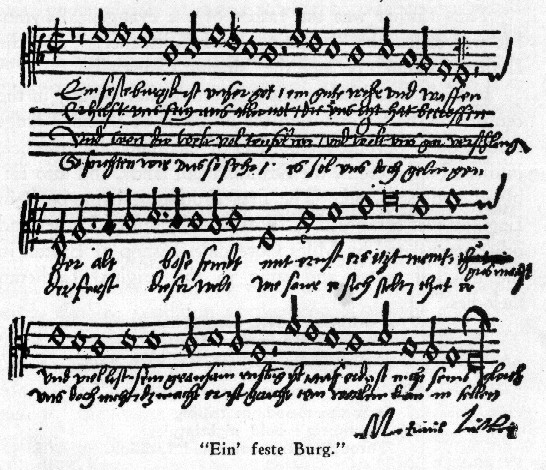
Ein feste Burg in Maarten Luther's handschrift

Onder de Lutherliederen verstaat men een aantal liederen waarvan de tekst geschreven is en de melodie gecomponeerd is door Maarten Luther.

## Achtergrond
De liederen zijn religieus van aard en waren mede bedoeld om in de liturgie van de jonge Lutherse Kerk te gebruiken. Probleem was namelijk dat de liederen geschikt moesten zijn voor volkszang, een nieuw fenomeen binnen de Kerk. Er zijn 39 Lutherliederen bekend. 
De eerste vier Lutherliederen verschenen in 1524 in het te Neurenberg uitgegeven bundeltje met de titel: Etlich cristlich Lyeder Lobgesang und Psalm, dem rainen Wort Gottes gemess, auss der Heyligen Schrifft, durch mancherley Hochgelerter gemacht, in der Kirchen zu singen, wie es dann zum Tayl berayt zu Wittenberg in übung ist. Deze bundel bevatte daarnaast vier liederen van de hand van Paul Speratus. Het boekje werd gedrukt door Jobst Gutknecht. Ter inleiding schreef Luther: 
Die Musik ist die beste Gottesgabe. Durch sie werden viele und grosse Anfechtungen verjagt. Musik ist der beste Trost für einen verstörten Menschen, auch wenn er nu rein wenig zu singen vermag. Sie ist eine Lehrmeisterin, die die Leute gelinder, sanftmütiger und vernünftiger macht.
Met andere woorden: Ook zij die in het zingen weinig geoefend waren, konden deze teksten meezingen en er kracht en troost aan ontlenen. De Lutherliederen werden vrijwel onmiddellijk populair en ze werden door de bevolking ook buiten de kerk gezongen.
Van de Lutherliederen is Ein feste Burg ist unser Gott wel het meest bekende. Dit strijdbare lied staat wel bekend als hét Lutherlied, en het wordt op Hervormingsdag gezongen. Ook de meest bekende bewerkingen door componisten als Johann Sebastian Bach betreffen vaak dit lied. Het lijflied van Luther betrof echter Nun freut euch lieben Christen Gmein, waarin hij de lotgevallen beschrijft die hem van Rooms-Katholiek monnik tot reformator maakten.

## Lutherliederen in de Protestantse eredienst
Van de bekende Lutherliederen zijn er 18 opgenomen in het Liedboek voor de Kerken, in gebruik bij onder meer de Protestantse Kerk in Nederland. Dit zijn:
- Gezang 24: Jesaja dem Propheten das geschah (Jesaja de profeet zag in de geest), geschreven in 1526 en opgenomen in de te Leipzig in 1545 uitgegeven bundel: Geystliche Lieder,
- Gezang 48: Vater unser im Himmelreich (Onze Vader, trouwe Heer), opgenomen in de te Leipzig in 1539 uitgegeven bundel: Geistliche Lieder auffs neu gebessert und gemehrt,
- Gezang 122: Nun komm der Heiden Heiland (Kom tot ons, de wereld wacht), opgenomen in de te Erfurt in 1524 verschenen bundel: Enchiridion odr eyn Handbuchlein,
- Gezang 133: Vom Himmel hoch da komm ich her (Ik ben een engel van de Heer), opgenomen in de reeds genoemde bundel Geistliche lieder... uit 1539,
- Gezang 142: Gelobet seist du Jesu Christ (U, Jezus Christus, loven wij), opgenomen in de te Wittenberg in 1524 uitgegeven bundel: Walter's Geystliche gesangk Buchleyn,
- Gezang 146: Dies ist der Tag, den Gott gemacht (Dit is de dag, die God ons schenkt), opgenomen in de reeds genoemde bundel Geistliche lieder... uit 1539,
- Gezang 165: Christ unser Herr zum Jordan kam (Toen Jezus bij het water kwam), opgenomen in Walter's Geystliche gesangk Buchleyn,
- Gezang 203: Christ lag in Todesbanden (Die in de dood gebonden lag), opgenomen in Walter's Geystliche gesangk Buchleyn,
- Gezang 204: Jesus Christus, unser Heiland (Jezus Christus, onze Heiland), opgenomen in de reeds genoemde bundel: Geystliche Lieder,
- Gezang 239: Komm Gott, Schöpfer, Heiliger Geist (Kom Schepper God, o Heilge Geest), naar de tekst van de voor-reformatorische hymne Veni Creator Spiritus, opgenomen in de te Wittenberg in 1533 verschenen bundel: Geistliche Lieder auffs neu gebessert,
- Gezang 240: Komm Heiliger Geist, Herre Gott (Kom, Heilige Geest, Here God!), opgenomen in de reeds genoemde bundel: Geystliche Lieder,
- Gezang 241: Nun bitten wir den Heiligen Geist (Nu bidden wij de Heilige Geest), naar een pre-reformatorische tekst,
- Gezang 272: Mitten wir im Leben sind (Midden in het leven zijn wij), uit de reeds vermelde bundel: Geistliche Lieder,
- Gezang 310: Erhalt uns, Herr, bei deinem Wort (Bewaar ons, Here, bij Uw woord), uit de reeds vermelde bundel: Geistliche Lieder,
- Gezang 331: Wir glauben all an einem Gott (Wij geloven allen in één God), uit het reeds vermelde: Walter's Buchleyn,
- Gezang 354: Gott sei gelobet und gebenedeiet (God zij gezegend! Laat ons dank bewijzen), uit Geystliche Lieder,
- Gezang 401: Ein feste Burg ist unser Gott (Een vaste burcht is onze God), uit de reeds genoemde bundel: Geistliche Lieder auffs neu gebessert,
- Gezang 402: Nun freut euch lieben Christen Gmein (Verheugt u, christenen, tesaam!), uit de te Neurenberg in 1524 uitgegeven bundel: Etlich Christlich Lyeder Lobgesang und Psalm.

## Externe bron
- Luther prediker-dichter